# Лютовка (Черниговская область)
Лютовка
(укр. Лютівка) — село в Сновском районе Черниговской области Украины. Население на момент 2025 года 1 человек. Занимает площадь 0,351 км².
Код КОАТУУ: 7425883503. Почтовый индекс: 15261. Телефонный код: +380 4654.

## Власть
Орган местного самоуправления — Низковский сельский совет. Почтовый адрес: 15260, Черниговская обл., Сновский р-н, с. Низковка, ул. Победы, 56.